# Explorer 19
Explorer 19, conocido también como AD-A , fue un satélite artificial de la NASA lanzado el 19 de diciembre de 1963 desde Point Arguello mediante un cohete Scout. Reentró en la atmósfera el 10 de mayo de 1981. Formó parte de la serie de satélites AD (Air Density) para realizar mediciones en la atmósfera superior.

## Objetivos
El objetivo de AD-A fue realizar estudios sobre densidad de la atmósfera superior. Fue lanzado mientras el Explorer 9, con idéntica misión, estaba todavía activo, con lo que se pudieron tomar simultáneamente medidas en dos puntos de la atmósfera.

## Características
Explorer 19 consistía en una esfera hinchable de 3,66 m de diámetro formada por varias capas de película plástica y de aluminio. En la superficie y uniformemente distribuidos podían encontrarse puntos de 5,1 cm de diámetro de pintura blanca para control térmico. En la superficie también llevaba una baliza de seguimiento funcionando a 136,620 MHz y alimentada por cuatro células solares y que utilizaba los hemisferios eléctricamente separados de la esfera como antena.
El lanzamiento fue bien, pero el perigeo resultó ser menor de lo planeado.